# Silnice I/65
Die Silnice I/65 (tschechisch für: „Straße I. Klasse 65“) ist eine tschechische Staatsstraße (Straße I. Klasse). 

## Verlauf
Die Straße beginnt an der Anschlussstelle 33 der seit 1. Januar 2016 aufgestuften Dálnice 35 (zuvor Schnellstraße R 35) bei Rádelský Mlýn, verläuft von dort in östlicher Richtung nach Rychnov u Jablonce nad Nisou (Reichenau) und weiter nach Norden bis Jablonec nad Nisou (Gablonz), wo sie an der Silnice I/14 endet. 
Die Gesamtlänge der Straße beträgt gut 8 Kilometer.